# Ray Charles
Ray Charles (rodným jménem Ray Charles Robinson; 23. září 1930 – 10. června 2004) byl americký zpěvák, klavírista a hudební skladatel. Mezi jeho přezdívky patřila například „The Genius“. Na fotografiích je většinou zachycen s černými brýlemi a rozesmátý. V roce 2004 o něm byl natočen film Ray, v němž ho ztvárnil Jamie Foxx. V roce 2004 ho časopis Rolling Stone zařadil na 10. příčku svého seznamu největších umělců všech dob a v roce 2008 tentýž časopis na 2. pozici největších zpěváků všech dob. Mezi jeho nejznámější písně patřila například „Hit the Road Jack“.

## Dětství
Narodil se 23. září 1930 jako syn Baileyho Robinsona a Rethy Williams. Přestože rodiče žili v chudinské černošské čtvrti Jellyroll ve městě Greenville na Floridě, syn se narodil v Albany v Georgii. Rok po jeho narození se mu narodil bratr George. Když mu byly přibližně tři roky, uslyšel Ray z místní jídelny hru na klavír; když tam přišel, majitel jej začal učit hrát na piáno. Když mu bylo pět let, jeho bratr utonul v neckách a na Rayovi tato zkušenost zanechala dlouhodobé následky. Po několika měsících začal Rayovi z očí vytékat hnis; brzy poté se od lékaře dozvěděl, že to nelze nijak vyléčit a on brzy oslepne.
Když Ray úplně oslepl, nemohl chodit do místní školy a tak jeho matka musela najít alternativu. Stala se jí škola pro slepé a hluché ve floridském St. Augustine, kam nastoupil v říjnu 1937. Zde se brzy naučil číst v Braillově písmu, ale mezi žáky oblíbený nebyl; hlavně kvůli tomu, že patřil k nejchudším žákům a nosil nejhorší oblečení a také proto, že do školy nastoupil až šest týdnů po zahájení školního roku. Většina žáků také odjela na Vánoce domů za svými rodiči, ale Ray zde musel kvůli nedostatku peněz zůstat. Brzy poté jej začalo čím dál více bolet pravé oko a školní lékař rozhodl, že musí být vyjmuto. Když se v červnu následujícího roku Ray vrátil na prázdniny domů, opět zde chodil do jídelny a hrál s jejím majitelem na klavír. Ve druhém ročníku již nebyl takovým outsiderem a zlepšily se jeho vztahy s ostatními žáky. Ve druhém ročníku se Ray začal učit na klavír; tentokrát však nemohl hrát boogie woogie jako v Greenvillu, ale místní učitelka jej učila klasickou hudbu a naučila jej i číst noty v Braillově písmu. O prázdninách Ray často bydlel u přátel z Greenwillu, kteří se přestěhovali do Tallahassee. Zde začal hrát na klarinet a rovněž občas vystupoval jako klavírista ve skupině kytaristy Lawyera Smithe. Když byl Ray v devátém ročníku školy v St. Augustine, zemřela jeho matka. Ray odjel domů na matčin pohřeb a když se vrátil zpět do školy, oznámil svůj odchod.

## Počátky kariéry
Když ve svých patnácti letech opustil školu, přestěhoval se ke známým do Jacksonvillu. Zde postupem času začal hrát po různých podnicích buď sám s klavírem nebo občas zaskakoval v kapele Alvina Downinga. Mimo to někdy hrál i s jinými hudebníky. Sám Charles v té době neměl vlastní styl, ale napodoboval Nata „King“ Colea a Charlese Browna; to se lidem v místních klubech líbilo, protože samotní Cole a Brown v takových klubech nehráli. Na podzim 1946 vyjel jako člen souboru saxofonisty Tinyho Yorka do Orlanda, kde několik týdnů hráli. Později York s kapelou odjel zpět do Jacksonvillu, ale Charles zde zůstal. Zpočátku zde žil v bídě a nemohl sehnat žádné příležitosti, kde by mohl hrát; navíc se dozvěděl, že zemřel jeho otec. První úspěchy začal Charles zaznamenávat na jaře 1947; v té době rovněž začal psát aranžmá pro Joea Andersona. V létě však byla zase možnost sehnání práce horší a Charles se rozhodl, že se přestěhuje do Tampy. Zde si brzy sehnal dvě angažmá: hrál v jazzové kapele Charlieho Brantleyho a v countryovém souboru, ve kterém byl Charles jediným černochem, nazvaném The Florida Playboys. Ani v Tampě však dlouho nevydržel a v březnu 1948 spolu se svým kamarádem, kytaristou Gossiem D. McKeem, odjel do Seattlu.

## Pozdější kariéra
V roce 1952 začínal s nahrávkami ve studiu, v roce 1954 pak nahrál další, kde spojil gospel se světským blues jako nový styl. S tím se rychle prosadil.
Během své kariéry se Ray setkával s úspěchy, a to dokonce i v období, které nebylo černochům nakloněno. V roce 1961 nahrál píseň Hit the Road Jack. V 60. letech ho dokonce jeho domovský stát Georgie zažaloval za zrušení koncertu před segregovaným publikem. Soud mu doživotně zakázal vystupování v Georgii. V roce 1979 se dočkal od Georgie veřejné omluvy a jeho verze Carmichaelovy písně Georgia on my Mind (původně z roku 1930) je od roku 1979 ve státě Georgie oficiální státní hymnou. Byl závislý na heroinu, v roce 1965 absolvoval odvykací léčbu a díky svému obrovskému odhodlaní a vnitřní síle se vypořádal ze závislosti bez metadonové substituce.
V roce 1960 získal své první čtyři ceny Grammy za album The Genius of Ray Charles. Koncertoval po celém světě. V roce 1982 a 1989 dokonce vystoupil v Československu v pražské Lucerně.

## Pocty a ocenění

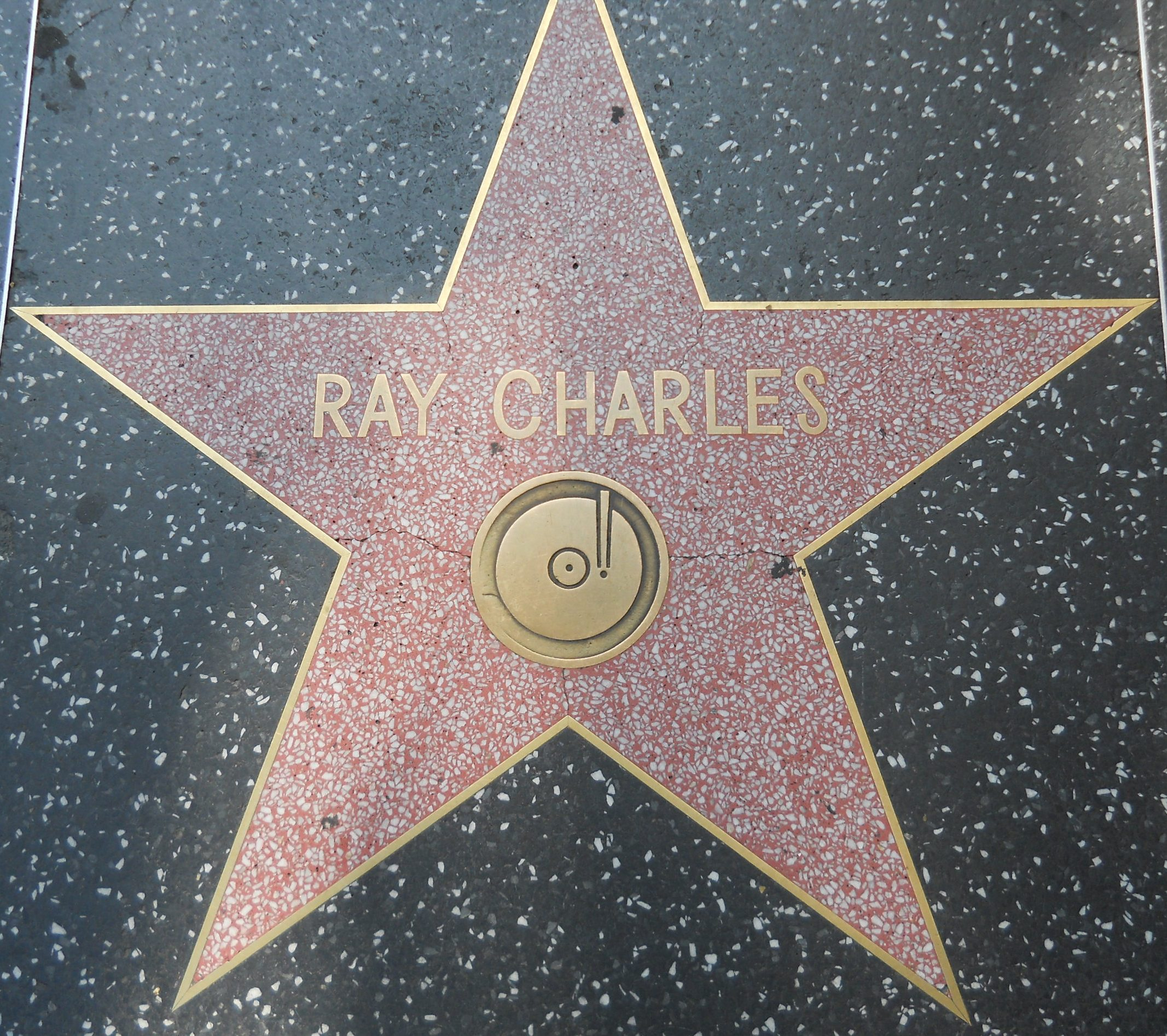
Hvězda Raye Charlese na Hollywoodském chodníku slávy

Od roku 1981 má hvězdu na Hollywoodském chodníku slávy. Roku 1982 byl uveden do Blues Hall of Fame a v roce 1986 pak jako jeden z prvních do Rock and Roll Hall of Fame. V roce 1998 získal cenu Polar Music Prize.
Americký hudební časopis Rolling Stone zařadil Charlese do několika svých žebříčků: na druhé místo v 100 nejlepších zpěváků všech dob, desáté v 100 největších umělců všech dob a několik jeho písní zařadil mezi 500 nejlepších písní všech dob.